# Monaci basiliani
I monaci basiliani sono monaci che si ispirano alla regola di San Basilio (nato nel 330 e morto nel 379).
Possono essere sia di rito greco che latino, anche se spesso vengono erroneamente indicati come basiliani solo i monaci di rito greco.
Dal XVI secolo fino ad epoca recente infatti si è creduto in occidente che solo  i monaci cosiddetti "greci", cioè di disciplina bizantina, senza differenza di paese e di lingua, fossero «basiliani», costituiti in grande ordine, anzi, che quest'ordine fosse l'unico riconosciuto dalla Chiesa impropriamente detta "greca". I monaci orientali, per loro natura, sono monaci di un determinato monastero e non membri di corporazioni più vaste.

## San Basilio e la sua regola
La regola basiliana fu dettata da san Basilio in due tempi successivi: la prima (Regulae fusius tractatae) comprende 55 articoli sui doveri generali del monaco, anche se Basilio parla genericamente di "fratello"; la seconda (Regulae brevius tractatae) è una specie di casistica sulla vita monastica. In esse San Basilio presenta la vita monastica come lo stato ideale per raggiungere la perfezione cristiana, o meglio invita tutti, anche chi oggi definiremmo laico, a condurre, indipendentemente dalla propria condizione di vita, uno specifico stile di vita.
All'eremo, tipico del primo monachesimo orientale, Basilio preferisce il cenobio, che presuppone celle o romitori autonomi, ma con luoghi di preghiera e di lavoro in comune. Secondo san Basilio, il cenobio favorisce la correzione dei difetti e l'aiuto scambievole tra i monaci.
San Basilio fa propria l'esperienza cenobitica di san Pacomio in Egitto, ma le attribuisce un "carattere ordinale", consistente nel voler conferire una dimensione familiare alle piccole comunità di monaci. Volle inoltre, cosa molto importante, che i monaci fossero integrati nella vita della Chiesa e vivessero inseriti nella comunità civile, dedicandosi anche, sotto l'autorità del Vescovo, all'esercizio del ministero pastorale.
Per questo motivo molti erano anche sacerdoti, un elemento che distingue i basiliani, oltre che dai pacomiani, anche dai benedettini, i cui appartenenti non necessariamente sono sacerdoti.
Per questo motivo san Basilio fondò i suoi monasteri non in luoghi deserti o impervi, ma nelle città o nelle loro vicinanze, in modo che la scelta del silenzio e del raccoglimento fosse legata alla dimensione caritativa soprattutto verso i poveri. Infatti, fondò delle vere e proprie cittadelle dove i monaci davano lavoro ai bisognosi, assistevano i malati, i poveri e gli orfani; queste cittadelle, in seguito, furono denominate "città basiliade".
Fondamentali, nella regola basiliana, come si è detto, sono tanto il lavoro manuale, che rafforza il corpo, quanto la preghiera, che rinfranca lo spirito, come lo studio della S.Scrittura, che illumina la mente.
In Oriente l'ordine basiliano ebbe subito grande sviluppo; in Occidente fu dapprima trapiantato in Sicilia e Puglia nell'VIII secolo, poi in Calabria e Basilicata quindi nel resto d'Europa.

## Storia
Durante la dominazione bizantina giunsero nel Salento i monaci Basiliani, così detti da San Basilio il fondatore dell'ordine.
Nel 726 l'imperatore bizantino Leone III Isaurico, emanò un editto con il quale ordinava la distruzione delle immagini sacre e delle icone in tutte le province dell'Impero.
Mosaici e affreschi furono distrutti a martellate, le icone fatte a pezzi e gettate nel fuoco; furono eliminate molte opere d'arte e uccisi diversi monaci. Motivo del provvedimento era quello di stroncare il commercio delle immagini e combattere una venerazione considerata superstizione e idolatria. Questa lotta, detta iconoclasta, mise in fuga dall'Oriente migliaia di monaci, che per sfuggire alla persecuzione si rifugiarono nelle estreme regioni meridionali dell'Italia e nel Salento. Un'altra ragione che costrinse gruppi di popolazioni greche, africane e siriane a fuggire dalle loro terre, già nel VII secolo, fu l'incalzare dei Musulmani.
I Basiliani, per scampare alle persecuzioni, furono costretti a nascondersi in luoghi solitari come grotte, foreste e sulle pendici delle colline, che divennero luogo d'alloggio e di preghiera. A volte, quando non potevano adattare grotte naturali, scavavano nella roccia più friabile, dove creavano dei rifugi simili a pozzi. Questi rifugi naturali, adattati a dimore, furono chiamati "laure". Qui i monaci continuarono a praticare il loro culto. All'ingresso delle laure c'era sempre un'immagine della Madonna detta "Vergine Portinaia" destinata, secondo i monaci, a custodire il rifugio.

## Le celle
Le celle erano piccole grotte scavate nella roccia più friabile nelle quali si entrava dall'alto attraverso una cavità; all'interno c'era il "giacitoio", dove riposavano i monaci, e la cripta con parete affrescata destinata alla celebrazione della messa, oppure delle cappelle con nicchie che ricordano le absidi, né mancano esempi di basiliche anche a cinque navate come quella scoperta vicino a Bari e nel materano. Nella maggior parte dei casi, la decorazione è mancante di una ripartizione logica e nemmeno è presente una narrazione dei cicli evangelici come nei monasteri rupestri in Cappadocia, bensì è distribuita in scene staccate senza continuità. Uno dei temi ricorrenti è, invece, quello della Deisis, nella cui rappresentazione si vede Gesù benedicente tra la Madonna e san Giovanni Battista. La cronologia delle decorazioni va dal X al XV secolo ed il loro stile, nei primi tempi, è aderente più con le pitture delle grotte dell'Asia minore, di tradizione paleocristiana monastica, piuttosto che con l'arte bizantina. Le influenze bizantino-provinciali, assieme a quelle romaniche sono presenti nelle decorazioni realizzate nel XIII e XIV secolo, come quelle della grotta di Santa Maria di Idris a Matera e in quella di San Nicola a Faggiano in Puglia.
I paesi intorno a Leuca, facenti parte dell'impero bizantino, furono i primi ad ospitare i monaci basiliani perché erano i primi ad essere avvistati dalle navi che li portavano verso la penisola; della loro presenza sono rimasti i segni, anche se sono passati dieci secoli.
Terminata la persecuzione iconoclasta nell'843, i monaci abbandonarono a mano a mano i loro rifugi e innalzarono, nei paesi più importanti, chiese e monasteri che divennero ben presto importanti centri culturali e sociali: infatti si occupavano dell'istruzione dei fanciulli e degli adulti, insegnavano le tecniche della pesca e dell'agricoltura, dissodavano la terra, rendevano fertili le paludi e le affidavano alla gente del posto per coltivarle.
Importarono varie piantagioni nel Salento: la quercia Vallonea, dalle grosse ghiande dalle quali ricavava la farina per il pane, il gelso, il carrubo, il pino d'Aleppo e incrementarono la coltura dell'olivo. Grazie all'opera costante dei monaci l'agricoltura risorse.

## La giornata dei basiliani
In base alla regola dettata da San Basilio, la giornata dei basiliani, indipendentemente dallo specifico ordine di appartenenza, dovrebbe essere scandita dalla preghiera in comune detta sette volte al giorno: da mezzanotte all'alba, poi alle ore 9.00, alle 12.00 e alle 15.00, quindi piccole ore di "Terza", "Sesta" e "Nona". Al tramonto del giorno "l'azione di grazia dei lucernari", caratterizzata dall'inno "Gioiosa luce", tipico nella Chiesa bizantina. Poi all'ora di andare a letto la Compieta con il Salmo 90. Non è fissato un tempo di meditazione.
L'altra occupazione rilevante del monaco basiliano è, come già detto, il lavoro manuale artigianale spesso consistente in tessitura, calzoleria, muratura, falegnameria e agricoltura.
Quello dei basiliani è uno stile frugale con una sostanziale semplicità nell'abbigliamento, costituito spesso da una semplice tunica.

## Gli ordini basiliani cattolici
La Chiesa cattolica ha riconosciuto:
- l'Ordine basiliano italiano di Grottaferrata;
- l'Ordine basiliano di San Giosafat;
- l'Ordine basiliano del Santissimo Salvatore dei melchiti;
- l'Ordine basiliano di San Giovanni Battista della Chiesa cattolica greco-melchita;
- l'Ordine basiliano aleppino dei melchiti: staccatosi dal precedente.

### Basiliani d'Italia
I basiliani in Italia furono fondati il giorno di Pentecoste del 1579 con la convocazione del capitolo generale dei monaci di rito greco-bizantino a San Filarete di Seminara, in provincia di Reggio Calabria. Nel novembre dello stesso anno, papa Gregorio XIII, con la bolla pontificia Benedictus Dominus, costituì ufficialmente l'ordine.

### Ordine di San Giosafat
L'Ordine di San Giosafat prende il nome dal monaco e martire Giosafat Kuncewycz (†1623) e si è diffuso in Lituania, Galizia e Rutenia.

### Melchiti del SS.Salvatore e Baladiti Suwajriti
I Melchiti del SS.Salvatore ed i Baladiti Suwajriti sono entrambi ordini sorti in Libano. Il primo è stato fondato nel 1684 ed approvato da papa Benedetto XIV nel 1743; il secondo fu approvato anch'esso da Benedetto XIV nel 1757.

### Basiliani aleppini
I Basiliani aleppini si sono staccati dai baladiti nel 1824 e sono stati riconosciuti ufficialmente nel 1832.